# Bourbon-l'Archambault
Bourbon-l'Archambault je zdraviliško naselje in občina v osrednjem francoskem departmaju Allier regije Auvergne. Leta 2009 je naselje imelo 2.582 prebivalcev.

## Geografija
Kraj leži v pokrajini Bourbonnais ob rečicah Burge in Ours, 23 km zahodno od središča departmaja Moulinsa.

## Administracija
Bourbon-l'Archambault je sedež istoimenskega kantona, v katerega so poleg njegove vključene še občine Buxières-les-Mines, Franchesse, Saint-Aubin-le-Monial, Saint-Hilaire, Saint-Plaisir, Vieure in Ygrande s 6.331 prebivalci.
Kanton je sestavni del okrožja Moulins.

## Zgodovina
Ozemlje Bourbona je bilo v antiki nastanjeno z galskim plemenom Biturigov, odvisno od Avaricuma (sedanji Bourges).
Nekdanje središče Bourbonov, preden se je preselilo v bližnji Moulins, je ime dobilo prav po Bourbonskem gospostvu, pri katerem jih je devet nosilo ime Archambault, v obdobju od 10. do 12. stoletja. Kraj je postal močna trdnjava, rabljena vse do 15. stoletja, od nje so zahvaljujoč francoskemu pesniku Achillu Allieru (1807–1836) ohranjeni trije stolpi. V 17. stoletju so bili najdeni termalni izviri, obstoječi še danes.